# Olympe Maxime
Madame Olympe Maxime ravnateljica je akademije Beauxbatons, francuske čarobnjačke škole. Njezin je omiljeni oblik prijevoza, kada putuje sa svojim učenicima, kočija koju vuče dvanaest krilatih konja koje Madame Maxime sama uzgaja. U filmu je glumi britanska glumica Frances de la Tour. Olympe Maxime prvi put susrećemo u četvrtoj knjizi kada s nekolicinom svojih učenika dolazi u Hogwarts zbog Tromagijskog turnira, natjecanju triju škola.
Iako je poludiv, Madame Maxime u javnosti niječe svoje pretke. Za sebe tvrdi da samo ima "krupne kosti". Hagrid neko joj se vrijeme udvarao, ali ona ga je u jednom trenutku s gađenjem odbila zato što je "primijetio" da je i ona poludiv. Uz to ga je i koristila kako bi došla do informacija o Tromagijskom turniru, ali ipak joj je bilo stalo do njega kada je Rita Skeeter objavila članak o povijesti Hagridove obitelji, ali on je to shvaćao kao pokušaje da sazna još toga o turniru. Do kraja knjige ipak su prohodali.
U knjizi je opisana kao nadasve elegantna žena koja nosi pelerine od crnog satena, a u filmu je prikazana potpuno drugačije - kao neuredna i nespretna te je nosila pelerinu od ružne krokodilske kože. Opisana je kao žena maslinaste kože i zgodnih osobina (kad se "zgodno" primijeni na žene znači atraktivno, ali ne baš lijepo).
U petoj je knjizi (Harry Potter i Red feniksa) spominje Hagrid. On kaže Harryju, Ronu i Hermioni da su Madame Maxime i on tijekom ljeta posjetili divove. U šestoj knjizi (Harry Potter i Princ miješane krvi) Olympe Maxime među onima je koji su došli odati počast Dumbledoreu. Nije spominjana tijekom knjige, ali čini se da su Hagrid i ona još uvijek u vezi.
- Značenje imena:
  - Olympe je francuski naziv za Olimp, dom grčkih bogova i titana.
  - Maxime dolazi od latinskog "maxima", što znači velika i odgovara ženi njezinog stasa